# Bill English (acteur)
Cet article concerne l'acteur américain. Pour l'homme politique néo-zélandais, voir Bill English.
Bill est un diminutif de William : voir aussi William English .
William Andrew English, dit Bill English, est un acteur américain né le 8 avril 1980 à Rochester au New York.

## Filmographie

### Télévision
- 2007 : Cavemen : Joel Claybrook